# San Diego Padres
Os San Diego Padres são uma equipe da Major League Baseball sediada em San Diego, Califórnia, Estados Unidos. Eles estão na National League.